# Child’s Dream
Child’s Dream ist eine gemeinnützige Schweizer Organisation und Stiftung, die 2003 von Daniel Siegfried und Marc Jenni gegründet wurde. Sie hat sich zum Ziel gesetzt benachteiligte Kinder, Jugendliche und Gemeinschaften in der Mekong-Subregion, die Myanmar, Laos, Thailand und Kambodscha umfasst, zu unterstützen. Child’s Dream nutzt Bildung, Gesundheitsversorgung und Berufsausbildung als Werkzeuge, um jungen Menschen aus marginalisierten Gemeinschaften zu ermöglichen, erfolgreiche, produktive Leben zu führen und zu einer neuen Generation von Führungskräften zu werden. Die Vision von Child’s Dream ist, sich selbst überflüssig zu machen, indem nachhaltige und selbsttragende Gemeinschaften aufgebaut werden, die keine externe Unterstützung mehr benötigen.

## Geschichte, Entwicklung und Organisation
2003 haben die beiden Schweizer Daniel Siegfried und Marc Jenni Child’s Dream gegründet. Bevor sie im Non-Profit-Sektor aktiv wurden, waren sie in der Finanzbranche tätig. Während ihrer Reisen in Asien wurden sie mit den wirtschaftlichen und sozialen Probleme des Kontinents konfrontiert. 2003 kündigten sie ihre Stellen, um eine eigene NGO aufzubauen.
Sie konzentrierten die Arbeit von Child’s Dream auf die Mekong-Subregion. Diese Region ist bekannt für Opiumanbau, Korruption sowie Drogen- und Menschenhandel. Entsprechend sind die Menschen in der Region Armut, Krankheiten, sexueller Ausbeutung und politischer Verfolgung ausgesetzt. 2003 mieteten die beiden in Chiang Mai ein Büro und ließen die „Child’s Dream Association“ als gemeinnützige Schweizer Organisation in Zürich, Schweiz, registrieren. Zwei Jahre später wurde Child’s Dream auch als Stiftung in Thailand eingetragen. 2008 hat die Organisation ihr eigenes Bürogebäude in Chiang Mai, Thailand, bezogen. 2010 öffnete die Organisation ein Büro in Siem Reap, Kambodscha und 2023 in Luang Prabang, Laos. 2022 wurde Child’s Dream als International non-governmental organization (INGO) in Thailand registriert. Stand Mai 2024 besteht die Organisation aus einem über 80-köpfigen Team.
Marc Jenni kümmert sich um die finanziellen Angelegenheiten und achtet darauf, die Administration und den gesamten Finanzbereich Child’s Dreams kostengünstig und effizient zu gestalten und dabei höchstmögliche Transparenz für die Spender zu schaffen. Daniel Siegfried ist für die Planung und Umsetzung von Projekten verantwortlich. Er ist Teil einer Arbeitsgruppe (Project Evaluation Committee), das gemeinsam geeignete Projekte prüft und Schwerpunkte setzt.

## Vision, Mission und Strategie
Child’s Dreams Vision und Mission ist es bessere Gesundheit und Bildung für eine nachhaltige Entwicklung zu schaffen und kompetente Menschen zu befähigen ihre Gemeinschaften verantwortungsbewusst mitzugestalten. Ihre Strategie stützt sich auf den Zielen für nachhaltige Entwicklung der Vereinten Nationen ab. In Zusammenarbeit mit Partnerorganisationen entwickeln und implementieren sie Maßnahmen in Myanmar, Laos, Kambodscha und Thailand und konzentrieren sich auf aktuelle und zukünftige Bedürfnisse. Sie verfolgen folgende acht konkrete Ziele:
1. Bau von Schulen und anderer Bildungsinfrastruktur
2. Verbesserung des Zugangs zu Grundbildung
3. Verbesserung der Bildungsqualität
4. Verbesserung der Beschäftigungsfähigkeit
5. Förderung der Entwicklung und Stärkung der Jugend
6. Entwicklung zukünftiger Führungskräfte, Spezialistinnen und Entrepreneurs
7. Unterstützung grundlegender und wesentlicher Gesundheitsversorgung
8. Unterstützung gezielter Nothilfe

## Werte
Child’s Dream wird von diesen Kernwerten bestimmt:
| Rechenschaftspflicht       | persönliche Verantwortung zu übernehmen für die Qualität der Arbeit                                  |
| Effektivität und Effizienz | Ressourcen effizient einzusetzen und das beste Ergebnis für Begünstigte zu erzielen                  |
| Unparteilichkeit           | Bei allen Interaktionen mit Kolleginnen und Kollegen, fair und unparteiisch zu sein                  |
| Lernen und Verbessern      | Immer zu lernen und die Arbeit zu verbessern, um für die Begünstigten das beste Ergebnis zu erzielen |
| Respekt                    | Unterschiedlichkeit von Kolleginnen und Kollegen zu schätzen und zu respektieren                     |
| Teamarbeit                 | Teammitglieder und andere Kolleginnen und Kollegen als Teamplayer zu unterstützen                    |
| Vertrauenswürdigkeit       | andere ermutigen, uns zu vertrauen                                                                   |

## Arbeit
Bis Dezember 2023 wurden ca. 1.300.000 Begünstigte durch laufende und abgeschlossene Projekte von Child’s Dream erreicht. Die laufenden Projekte erreichen ca. 250.000 Begünstigte, davon ca. 40 % in Kambodscha, ca. 20 % in Laos, ca. 20 % in Myanmar, ca. 20 % Migrantinnen und Migranten oder Flüchtlinge aus Myanmar und 4 % in Thailand.

### Gesundheit
Der 2006 von Child’s Dream gegründete Children’s Medical Fund ermöglicht lebensrettende Operationen und medizinische Eingriffe für Kinder, insbesondere bei angeborenen Erkrankungen. Jährlich erhalten etwa 150 Patienten Unterstützung, um Herzfehler, anorektale Fehlbildungen und Neuralrohrdefekte zu behandeln. Ohne finanzielle Hilfe und Zugang zu hochwertiger Gesundheitsversorgung sterben viele dieser Kinder frühzeitig oder bleiben behindert, was ihren Schulbesuch und die Überwindung der Armut erschwert. Im Jahr 2023 verzeichnete der Children’s Medical Fund einen erheblichen Anstieg der neuen Patientenaufnahmen und behandelte 271 Patienten, im Vergleich zu 137 vor der COVID-19-Pandemie. Diese Zunahme ist auf die Erweiterung des Programms und neue Partnerschaften mit Organisationen und Krankenhäusern in Thailand, Myanmar und Laos zurückzuführen. Neben Kindern im Alter von 0 bis 12 Jahren aus Myanmar, Laos und Flüchtlingslagern in Thailand unterstützt der Fund auch bedürftige thailändische Herzpatienten und ältere Kinder, die während der Pandemie keine medizinische Versorgung erhalten konnten. Seit 2006 wurden insgesamt 2.562 Fälle behandelt (Stand 2023).
Neben dem Children’s Medical Fund setzt sich Child’s Dream auch anderweitig für die Gesundheit von Kindern und Jugendlichen ein. 2023 nahmen 16.835 Kinder an schulischen Gesundheitsinitiativen teil und 2.066 Jugendliche und Erwachsene erhielten Sexualaufklärung.

### Grundausbildung
Die Grundbildung ist ein zentraler Bestandteil der Arbeit von Child’s Dream. Das Programm umfasst den Bau von Bildungseinrichtungen wie Schulen und Internatsgebäuden, um allen Kindern den Zugang zu grundlegender Bildung zu ermöglichen. Dies schließt manchmal auch die Bereitstellung von Trinkwassersystemen, Spielplätzen, Solarladestationen und außerschulischen Aktivitäten ein. Bis 2023 hat Child’s Dream insgesamt 446 Schulgebäude, 74 Internatsgebäude, 102 Wassersysteme und 157 Spielplätze errichtet.
Darüber hinaus bietet Child’s Dream Stipendienprogramme für benachteiligte Jugendliche an. Mit dem High School und Berufsstipendienprogramm bietet Child’s Dream Schülern aus ländlichen und marginalisierten Gemeinschaften in Laos, Kambodscha und Thailand bessere Bildungschancen. Das Programm erhöht die Übergangsrate von der Mittel- zur Oberstufe durch finanzielle Unterstützung, die alle Bildungskosten sowie Lebenshaltungskosten und Transport abdeckt. Die akademischen Kalender und Umsetzungszeiträume variieren in den drei Ländern. Bis 2023 haben 3.475 Schüler an dem Programm teilgenommen.

### Höhere Ausbildung
Diese Fokusgruppe konzentriert sich auf die weitere Ausbildung von Jugendlichen, die ihre Grundausbildung abgeschlossen haben. Es werden Berufsausbildungszentren und Mittelschulen, welche die Jugendlichen auf die Universität vorbereiten, unterstützt. Mit dem Universitätsstipendienprogramm unterstützt die Organisation zudem starke Studierende in Laos, Kambodscha, Myanmar und Thailand, damit sie ihre Fähigkeiten verbessern, bessere Beschäftigungsmöglichkeiten erhalten und ihre Gemeinschaften entwickeln können. Bis 2023 haben 887 Studenten am Universitätsstipendienprogramm teilgenommen.
Child’s Dream betreibt ein Social Entrepreneurship Grant (SEG) Programm, das es Hochschulabsolventen ermöglicht, Mittel für Social Business Ventures zu erhalten.

## Medien und Presse

### Zeitung und Artikel
- Health and Education for Change in Southeastasia: Child’s Dream Unlocks the Power of Youth (Myriad USA, April 2024)[2]
- Education and health care for children in the Mekong Sub-Region: An interview with the founders of the Child’s Dream Foundation (Nishikawa Communications Co.,Ltd., Januar 2024)[12]
- Good-bye to fat pay cheque – Swiss banker gives up cushy life to help deprived children in the Mekong sub-region (thesundaytimes, Juli 2014)[13]
- Banker machen Kinder glücklich (SonntagsBlick, März 2014)[3]
- Wenn Banker Gutes tun (Beobachter, Dezember 2013)[14]
- Higher Education: Child’s Dream (HuffPost, August 2013)[15]
- Mehr Wert als jeder Bonus (Migros-Magazin, März 2013)[9]
- Vom Banking zur Dorf-Entwicklungs-Hilfe (NZZ, Mai 2009)[4]

### Fernsehen und Film
- Interview mit Marc Jenni (Rondo Magazin, März 2022)[16]
- Youth Connect Foundation (Mitenand SRF, Dezember 2020)[17]
- Interview mit Daniel Siegfried und Marc Jenni (Aeschbacher SRF, Dezember 2015)[18]
- Der Film Child’s Dream – Zwei Banker auf Sinnsuche von Urs Frey wurde am 30. Dezember 2012 und am 2. Januar 2013 im Schweizer Fernsehen ausgestrahlt.[19]
- Child’s Dream wurde in der vierten Episode einer Wheel2Wheel-Dokumentation begleitet, die auf National Geographic und in den Unterhaltungsprogrammen von Cathay Pacific und SBS gezeigt wird.[20]

#### Podcasts
- How to Examine Charitable Organizations with Child’s Dream Foundation’s Marc Jenni (Invest Like a Boss, Februar 2022)

## Sonstiges
Ehrenamtlich arbeitende Botschafter unterstützen Child’s Dream aus deren jeweiligen Heimatland heraus: Aus Singapur, Japan, Schweiz, Dubai, Neuseeland und Hongkong. Deutschland wird vertreten durch Stephan Thiemonds.
Am 29. November 2018 wurde in der kambodschanischen Provinz Banteay Meanchey die unter der Schirmherrschaft von Child’s Dream erbaute Saysa Morn Primarschule eingeweiht. Finanziert wurde das Projekt teils aus den Erlösen von Thiemonds‘ Buchreihe Querweltein Unterwegs und mit finanzieller Unterstützung von Freunden und Gönnern aus seinem beruflichen Umfeld.